# Малые Жуховичи
Малые Жуховичи (бел. Малыя Жухавічы) — деревня в Кореличском районе Гродненской области Белоруссии, в Жуховичском сельсовете. Население 701 человек (2009).

## География
Деревня находится близ границы с Брестской областью в 12 км к юго-западу от посёлка Мир и в 23 км к юго-востоку от Кореличей. Восточнее деревни течёт река Уша, приток Немана. С севера к деревне примыкает агрогородок Большие Жуховичи. Малые Жуховичи связаны местными дорогами с окрестными населёнными пунктами. Ближайшая ж/д станция в Городее, в 20 км к юго-востоку от посёлка.

## История
Первые упоминания Жуховичей относятся к середине XV века. Здесь создавалась Маложуховицкое Евангелие — памятник старобелорусского рукописного книгописания конца XV - начала XVI веков. В XVII—XVIII веках Малые Жуховичи были селом Новогрудского повета Новогрудского воеводства Великого княжества Литовского.
В 1683 году деревня принадлежала смоленскому стольнику Карлинскому и насчитывала 25 домов. В 1783 году построена деревянная церковь Иоанна Предтечи, при которой действовала церковно-приходская школа.
В результате второго раздела Речи Посполитой (1793) Малые Жуховичи оказалась в составе Российской империи, в Новогрудском уезде. В конце XVIII — начале XIX веков принадлежали Юзефу Неселовскому. В 1864 году построена новая деревянная церковь (по другим источникам, это была не постройка новой, а перестройка существовавшей церкви 1783 года). В 1885 году в деревне было 53 двора и 400 жителей.
Согласно Рижскому мирному договору (1921) Малые Жуховичи оказалась в составе межвоенной Польской Республики, в Несвижском, а позднее Столбцовском повете Новогрудского воеводства. Состоянием на сентябрь 1921 здесь было 129 дворов, 684 жителя.
С 1939 года в составе БССР, сначала в Мирском районе, а с 1956 года в Кореличском районе. Во вторую мировую войну погибли 20 жителей посёлка. Дворянская усадьба XIX века не сохранилась, от неё остались фрагменты парка и руины нескольких зданий.

## Культура
- Дом культуры

## Достопримечательности
- Братская могила —  Историко-культурная ценность Республики Беларусь, шифр 413Д000316

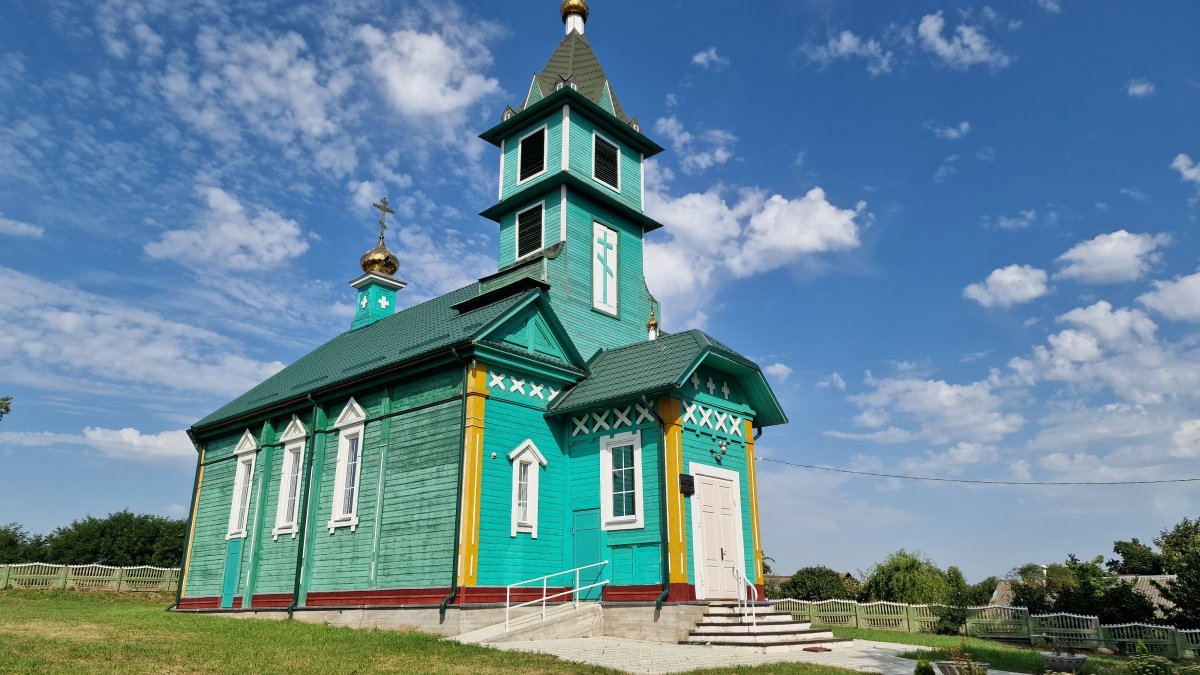
Православная церковь Рождества Иоанна Предтечи

- Православная церковь Рождества Иоанна ПредтечиПравославная церковь Рождества Иоанна Предтечи, 1783 год (1864 — перестройка).